# Parafia Świętych Benedykta, Cyryla i Metodego w Przemyślu
Parafia Świętych Benedykta, Cyryla i Metodego w Przemyślu – parafia rzymskokatolicka należąca do dekanatu Przemyśl II w archidiecezji przemyskiej.

## Historia
25 października 1981 roku na osiedlu „Kazanów” w Przemyślu, bp Tadeusz Błaszkiewicz poświęcił krzyż i plac pod budowę tymczasowej kaplicy i salek katechetycznych. 31 maja 1982 roku odbyło się poświęcenie tymczasowej kaplicy.
21 czerwca 1982 roku dekretem bpa Ignacy Tokarczuk została erygowana parafia pw. świętych: Benedykta, Cyryla i Metodego', z wydzielonego terytorium parafii św. Józefa. 29 czerwca 2000 roku bp Bolesław Taborski poświęcił plac pod budowę nowego kościoła i plebanii. 26 października 1999 roku na terenie parafii na przemyskim Kazanowie otwarto i poświęcono Dom Matki i Dziecka położony przy ul. Prądzyńskiego. Prowadzeniem placówki zajęły się Siostry Michalitki.
18 lipca 2000 roku rozpoczęto prace budowlane przy budowie nowego kościoła i domu parafialnego. 6 maja 2001 roku abp Józef Michalik wmurował w ściany powstającego kościoła kamień węgielny z Grobu św. Piotra Apostoła. W 2003 roku kościół został wybudowany w stanie surowym, według projektu arch. mgr inż. Romana Orlewskiego, a 24 grudnia 2007 roku została odprawiona pierwsza msza święta – Pasterka. 5 października 2014 roku, abp Józef Michalik, poświęcił nowy kościół.
Proboszczowie parafii:
1982–1998. ks. Aleksander Radoń.
1998–2019. ks. prał. Aleksander Burdzy.
2019–2024. ks. prał. Jan Mazurek
2024- obecnie ks. Tadeusz Baj

## Zasięg parafii
Na terenie parafii jest 4 925 wiernych mieszkający przy ulicach: gen. Boruty Spiechowicza, Chłopickiego, Czwartaków, Dalekiej, Dwernickiego, Gościnnej, Hożej, Iwaszkiewicza, Kazanowskiej, Kochanowskiego (numery 1–93), Kordiana, Kramarza, 3 Maja (od numeru 67 lewa strona), Mokrej, Opalińskiego, Orkana, Ostrołęckiej, Paderewskiego, Pułaskiego, Prądzyńskiego, Sobieskiego, Sobińskiego (numery nieparzyste: 3–7a), Sułkowskiego, Tetmajera, Żulińskiego, Żwirki i Wigury.